# Alexéi Slépov
Alexéi Alexándrovich Slépov –en ruso, Алексей Александрович Слепов– (Raduzhny, 19 de diciembre de 1986) es un deportista ruso que compite en biatlón. Ganó cuatro medallas en el Campeonato Europeo de Biatlón, en los años 2015 y 2017.

## Palmarés internacional
| Campeonato Europeo | Campeonato Europeo       | Campeonato Europeo | Campeonato Europeo |
| Año                | Lugar                    | Medalla            | Prueba             |
| ------------------ | ------------------------ | ------------------ | ------------------ |
| 2015               | Otepää (Estonia)         | Medalla de oro     | Velocidad          |
| 2015               | Otepää (Estonia)         | Medalla de oro     | Persecución        |
| 2015               | Otepää (Estonia)         | Medalla de oro     | Relevos            |
| 2017               | Duszniki-Zdrój (Polonia) | Medalla de bronce  | Individual         |